# أكي لارسون
أكي لارسون (بالسويدية: Åke Larsson)‏ (7 سبتمبر 1931 بالسويد - 23 أبريل 2017) هو لاعب كرة قدم سويدي في مركز الدفاع. لعب مع نادي مالمو.

## وصلات خارجية
- أكي لارسون على موقع قاعدة بيانات كرة القدم.إي يو (الإنجليزية)